# Muita Treta
"Muita Treta" é uma canção gravada pela banda brasileira de rap cristão Apocalipse 16, registrada no álbum 2ª Vinda, A Cura, lançado em 2000, tendo a participação do grupo Consciência Humana.
Sua letra é uma crítica ao jeitinho brasileiro, também mostrando problemas sociais, ideológicos e políticos, além da violência. Foi a música que revelou a banda nacionalmente no meio cristão, e mesmo sendo uma das mais antigas do Apocalipse 16 é considerada atual e fantástica pela crítica especializada.
"Muita Treta" foi regravada nos álbuns Ao Vivo, Árvore de Bons Frutos e RetransMISSÃO (Remixes).